# Санта Тереза ди Рива
Санта Тереза ди Рива (итал. Santa Teresa di Riva) је насеље у Италији у округу Месина, региону Сицилија.
Према процени из 2011. у насељу је живело 7977 становника. Насеље се налази на надморској висини од 35 м.

## Становништво
Према резултатима пописа становништва 2011. у општини је живело 9.240 становника.
| 1931. | 1936. | 1951. | 1961. | 1971. | 1981. | 1991. | 2001. | 2011. |
| ----- | ----- | ----- | ----- | ----- | ----- | ----- | ----- | ----- |
| 4.139 | 5.609 | 1.901 | 6.625 | 7.449 | 8.079 | 7.824 | 8.925 | 9.240 |

## Партнерски градови
- Fuveau